# La Hoya (Kasztília és León)
La Hoya egy község Spanyolországban, Salamanca tartományban. La Hoya Becedas, Solana de Ávila, Navacarros, Vallejera de Riofrío, Fresnedoso, Sorihuela és San Bartolomé de Béjar községekkel határos. Lakosainak száma 30 fő (2024).

## Népesség
A település népessége az elmúlt években az alábbi módon változott:
| Lakosok száma | 27   | 30   | 30   | 32   | 48   | 43   | 41   | 36   | 28   | 30   |
|               | 2001 | 2004 | 2007 | 2009 | 2012 | 2014 | 2017 | 2019 | 2022 | 2024 |